# اسلوبودان اوزلاک
اسلوبودان اوزلاک (صربی: Слободан Узелац؛ زادهٔ ۹ اوت ۱۹۴۷) سیاستمدار و استاد دانشگاه اهل کرواسی است.